# Шовинистичка фарса 3
„Шовинистичка фарса 3“ је српска позоришна представа из 1996, у којој главне улоге тумаче Јосиф Татић, Предраг Ејдус, Драган Јовановић, Дејан Матић и Данијела Врањеш. Представу је режирао Славенко Салетовић, а сценарио је написао Радослав Павловић.

## Радња
Радња представе се одвија крајем 80-их година 20. века у Паризу. Животи дисидента Слободана Михајловића и велепосланика Бернарда Драха се укрштају са љубавном причом њихове деце.

## Ликови
| Глумац           | Улога               |
| ---------------- | ------------------- |
| Јосиф Татић      | Слободан Михајловић |
| Предраг Ејдус    | Бернард Драх        |
| Драган Јовановић |                     |
| Дејан Матић      | Жорж                |
| Данијела Врањеш  |                     |